# Sestry augustiniánky rekoletky od Nejsvětějšího Srdce Ježíšova
Sestry augustiniánky rekoletky od Nejsvětějšího Srdce Ježíšova (španělsky: Hermanas Agustinas Recoletas del Corazón de Jesús) je ženská řeholní kongregace, jejíž zkratkou je A.R.V.

## Historie
Roku 1893 založil kněz Justo Vicente López Aveledo sdružení dobrovolnic (nemocniční sestry sv. Augustina), které pomáhaly v nemocnici San José ve venezuelském Maracay; první nadřízenou se stala Laura Evangelista Alvarado Cardozo, která je považována za zakladatelku této kongregace. 
Dne 22. května 1902 je arcibiskup Caracasu Críspulo Uzcátegui povolal ke složení slibů a sestry se začaly řídit podle Řehole svatého Augustina. Diecézní schválení získaly 17. ledna 1927 od arcibiskupa Felipe Rincóna Gonzáleze. Roku 1950 byly sestry zařazeny pod Řád augustiniánů rekoletů, 15. listopadu 1952 získala kongregace schválení Svatým stolcem.

## Aktivita a šíření
Věnují se práci v azylech, starají se o sirotky, vyučují ve školách a působí v nemocnicích. Nachází se ve Venezuele; generální kurie se nachází v Los Teques. K 31. prosinci 2005 měla kongregace 79 sester ve 13 domech.